# Archiacasta spinetergum
Archiacasta spinetergum is een zeepokkensoort uit de familie van de Archaeobalanidae. Broch.